# Francisco del Rallo Calderón
Francisco del Rallo Calderón, I marqués de Fuente Hermosa de Miranda (Villalobos, 24 de abril de 1678 - Madrid, 13 de julio de 1765) fue un noble español afincado en el Perú.

## Biografía
Hijo de Juan del Rallo Vega y María Antonia García Calderón. 
Nació en Villalobos el 24 de abril de 1678 
Colegial Mayor de Oviedo (San Salvador) 4-7-1701 Catedrático de Salamanca. 
Fiscal de la Audiencia de Aragón 1719-1723 
Oidor de la Audiencia de Aragón Consejo de Hacienda -7-1723 
Fiscal de la Audiencia de Mallorca: Regente. -3-1728 
Pleito de Hidalguía  1734 
Fiscal del Consejo Castilla 23-2-1739 
Miembro del Consejo de Castilla 12-10-1741 
Cámara de Castilla 24-10-1751 
Juez protector del Monte de Piedad  9-2-1759
Presidió el concejo de la Mesta en las reuniones de primavera y otoño 1759 y 1760
Marqués de Fuente Hermosa de Miranda  10 de febrero de 1761 
Testamentario de la emperatriz doña María de Austria 19 de junio de 1761 
Jubilado el 10-2-1765 
Hizo Testamento en Madrid, AHProtocolos de Madrid 19478, fol 164; prot. 17467, fol 62 12-7-1765
Falleció en Madrid 13-7-1765 
El Marquesado de Fuente Hermosa de Miranda siguió a través de sus descendientes de apellido Pardo, en el Perú, donde el actual marqués es José Manuel Pardo Paredes, nieto del presidente José Pardo y Barreda y bisnieto del también presidente Manuel Pardo y Lavalle.
- Datos: Q5868249